# Scoliacma virginea
Scoliacma virginea är en fjärilsart som beskrevs av George Thomas Bethune-Baker 1908. Scoliacma virginea ingår i släktet Scoliacma och familjen björnspinnare. Inga underarter finns listade.